# Surani (gmina)
Surani – gmina w Rumunii, w okręgu Prahova. Obejmuje miejscowości Păcuri i Surani. W 2011 roku liczyła 1630 mieszkańców.